# 林艾蒿
林艾蒿（学名：Artemisia viridissima）是菊科蒿属的植物。分布在朝鲜以及中国大陆的辽宁、吉林等地，生长于海拔1,400米至1,700米的地区，多生于林缘及路旁，目前尚未由人工引种栽培。

## 别名
绿蒿（俗称），一枝蒿（吉林）